# Gustavo De Marco
Gustavo De Marco (Napoli, 1883 – Napoli, 1944) è stato un comico e attore teatrale italiano del teatro di varietà e del café chantant dei primi due decenni del Novecento.
Può essere considerato come il comico più famoso della scena napoletana del periodo, anche grazie al fenomeno delle periodiche, con una comicità legata ad una particolare mimica del corpo, all'arte dei doppi sensi e ad alcune macchiette (come "il bel Ciccillo") poi rese famosissime nei decenni a venire dai suoi epigoni, su tutti Totò e Nino Taranto. Ricordiamo anche l'invenzione dell'"uomo-marionetta" (all'epoca detto "comico-zumpo"), anche questa poi riproposta con grande successo da Totò.
In particolare Totò esordì proprio imitando, ancora giovanissimo, il repertorio di De Marco che si esibiva, all'epoca, al Teatro Jovinelli di Roma, per poi ampliarne ulteriormente la carica comica negli anni a venire. In ciò risiede se vogliamo la fortuna e la sfortuna di De Marco: se da un lato Totò ha consegnato le sue invenzioni all'immaginario collettivo, d'altra parte ne ha offuscato la memoria, rendendolo di fatto oggi quasi dimenticato. Allo stesso Totò dobbiamo una testimonianza sull'arte di De Marco:
(Totò, riguardo De Marco, in "Siamo uomini o caporali" (Capriotti, Roma - 1952))
Lo stesso Totò, durante la trasmissione Il Musichiere a domanda di Mario Riva ha ammesso che De Marco è stato suo maestro.